# Tipula detruncata
Tipula detruncata är en tvåvingeart som beskrevs av Oosterbroek 1997. Tipula detruncata ingår i släktet Tipula och familjen storharkrankar.
Artens utbredningsområde är Israel. Inga underarter finns listade i Catalogue of Life.